# بلیکی ماترن
بلیکی ماترن (انگلیسی: Blakely Mattern؛ زادهٔ ۱۷ سپتامبر ۱۹۸۸) بازیکن فوتبال اهل ایالات متحده آمریکا است.
از باشگاه‌هایی که در آن بازی کرده‌است می‌توان به آتلانتا بیت اشاره کرد.